# アンナ・フォン・エスターライヒ (1318-1343)
アンナ・フォン・エスターライヒ（ドイツ語：Anna von Österreich, 1318年 - 1343年12月14/15日）は、バイエルン公妃、のちゲルツ伯妃。

## 生涯
アンナはローマ王フリードリヒ3世とイサベル・デ・アラゴンとの間の娘である。1321年か1322年に後のポーランド王カジミェシュ3世と婚約したが、父フリードリヒ3世がミュールドルフの戦いで敗北した後、解消された。1326年、アンナは下バイエルン公ハインリヒ15世と結婚したが、ハインリヒ15世は1333年に死去した。その3年後、アンナはゲルツ伯ヨハン・ハインリヒ4世と結婚したが、ヨハン・ハインリヒ4世も1338年に死去した。どちらの結婚でも子供は生まれなかった。2度目の夫の死後、アンナはクララ会修道院に入り女子修道院長となった。